# KACO Dichtungswerke

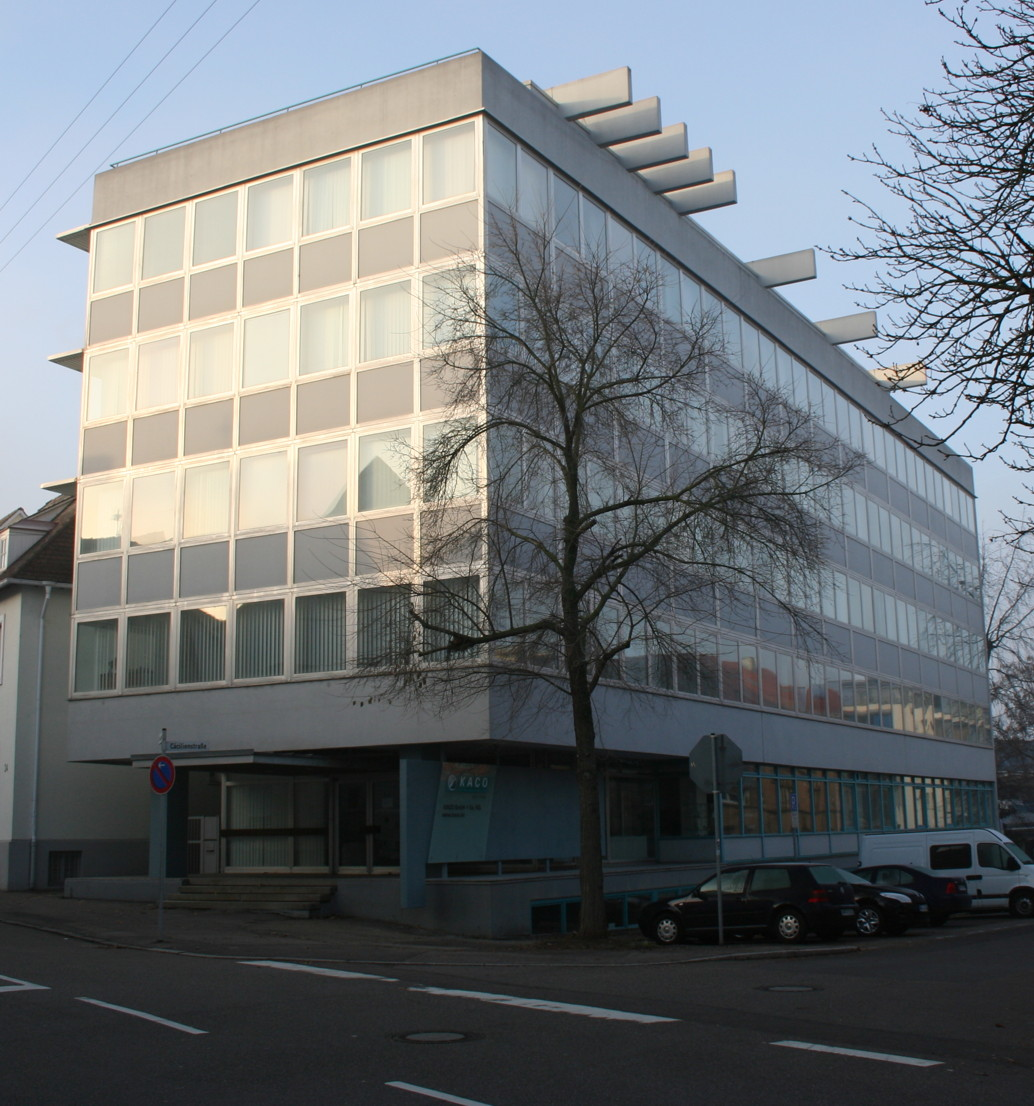
Der 1966 fertiggestellte Bau der KACO-Verwaltung in Heilbronn

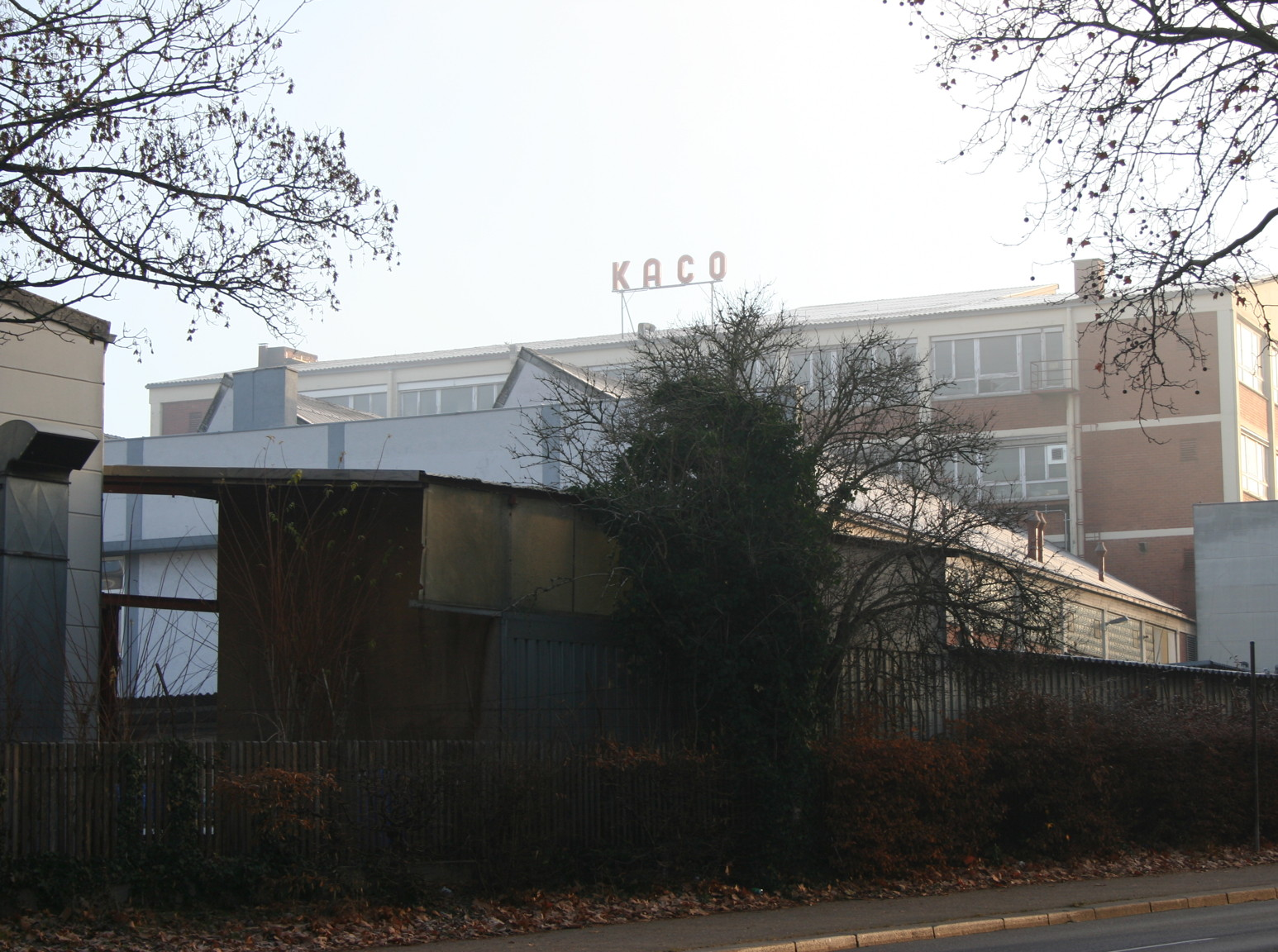
KACO-Werk in Heilbronn aus dem Jahre 1966

KACO GmbH + Co. KG (KACO = Kupfer Asbest CO) ist ein weltweit tätiger Hersteller von Dichtelementen mit Hauptsitz in Kirchardt, der 2014 von der chinesischen Zhongding Group übernommen wurde. Das Vorgängerunternehmen Kupfer-Asbest Co. Gustav Bach zählte in den 1930er Jahren zu den „beachtlichen“ und „nennenswerten“ Zulieferanten der Kraftfahrzeugindustrie, wobei hier zum „ersten Mal [...] Zylinderkopf-, Flansch- und Ringdichtungen […] für Kraftfahrzeuge in Deutschland industriell hergestellt“ wurden.

## Geschichte

### Kupfer-Asbest Co., Gustav Bach
Gustav Bach (* 4. Februar 1880; † 1929 in Heilbronn) war mit Emma geb. Gebhardt (* Waldbach 20. Oktober 1886) verheiratet. Nach dem Besuch der Baugewerkeschule war er im Zivilingenieur-Büro von Albert Hirth tätig. Im Jahre 1912 übernahm Gustav Bach von seinem Onkel Emil Bach die Spezialmaschinenfabrik Emil Bach, an der äußeren Rosenbergstraße 24 in Heilbronn. Im Jahre 1914 gründete er zusammen mit den Ingenieuren Albert Hirth und Gustav Klein die Firma Kupfer-Asbest-Co Gustav Bach. Man stellte Dichtungen für Motoren her. 1915 wurde das Unternehmen unter dem Namen Kupfer-Asbest Co., Gustav Bach in das Handelsregister eingetragen.
Das Unternehmen zählte in den 1930er Jahren zu den wichtigen Zulieferanten der Kraftfahrzeugindustrie, wobei hier erstmals Zylinderkopf-, Flansch- und Ringdichtungen für Kraftfahrzeuge industriell gefertigt wurden.
Am 4. Dezember 1944 wurden die Haupt- und Zweigwerke durch Luftangriffe zerstört und wieder aufgebaut, man stellte nun elektrische Artikel (Kocherplatten, Alarmanlagen) und Spielzeug her. Die Produktion von Dichtungen wurde 1948 wieder aufgenommen, als zweites Standbein produzierte man Zerhacker und Wechselrichter. Im Jahre 1955 waren die zerstörten Werke komplett wieder aufgebaut.
Im Jahre 1966 erfolgte die Fertigstellung des neuen Verwaltungsgebäudes in Heilbronn.

### KACO
1970 wurde das Unternehmen aufgeteilt: Zur bisherigen Firma entstand in Heilbronn-Sontheim das Bach & Co., KACO Elektrowerk, sechs Jahre später wurden Zweigwerke in Lauffen am Neckar und Kirchardt eröffnet.
1978 wurde das Unternehmen in KACO GmbH + Co. Heilbronn umbenannt. 1983 fand die Gründung der KACO Dichtungstechnik Ges.m.b.H mit Werk in Sankt Michael im Lungau (Österreich) statt.
1991 Einweihung eines weiteren Werkes in Talheim. Die Niederlassung in Lauffen wurde geschlossen.
1993 wurde KACO Mitglied der brasilianischen Sábo-Gruppe. Parallel dazu wurde das Elektrowerk abgetrennt, aus diesem entstand 1999 das Unternehmen KACO Elektrotechnik, das später als KACO Gerätetechnik GmbH firmierte, 2003 nach Neckarsulm umzog und sich seit 2009 KACO new energy nennt.
1996 erfolgte die Gründung der KACO Hungary Kft. mit Werk in Enese (Ungarn). Ab 2007 wurde in Lincolnton/North Carolina (USA) produziert, allerdings unter dem Namen Sabó (ehemalige Muttergesellschaft) erst ab 2014 als KACO USA.
2008 wurde ein Werk in Wuxi (China) eröffnet, 2015 kam eine Niederlassung in Anhui dazu.
Zum 1. Juli 2014 hat die Zhongding Group 80 % der Anteile vom Vorbesitzer Sabó übernommen, der 20 % der Anteile behält.
Zum 100-jährigen Jubiläum im Dezember 2014 gab die Firma bekannt, dass ein Neubau im Industriegebiet "Böllinger Höfe" die Niederlassungen Heilbronn und Talheim ersetzen solle. Im Februar 2016 wurde hingegen entschieden, dass alle Werke am Standort Kirchardt zusammengeführt werden.
Seit Herbst 2018 sind alle deutschen Werke in Kirchardt vereint. Weltweit wird in 8 Werken produziert.

## Produkte
Wellendichtringe, Gleitringdichtungen, Flachdichtungen, Kolben- und Stangendichtungen sowie weitere Dichtelemente und Schläuche für pneumatische und hydraulische Einsatzzwecke, Schaltkolben für Automatikgetriebe und Doppelkupplungsgetriebe.
Zu den Innovationsprodukten des Unternehmens zählen Wellenerdungsringe, Batterieentlüftungen sowie Batterie-Teile für den Battery Pack.